# 沖縄アクターズスクール
株式会社沖縄アクターズスクール（かぶしきがいしゃおきなわアクターズスクール）は、沖縄県に拠点を置くタレント養成学校であり芸能プロダクションである。
独自の教育スタイルにより、日本の芸能界へ数多くの歌手・アイドル・タレントを輩出。特に1990年代後半、安室奈美恵を筆頭にJ-POPシーンを彩る様々なグループ・アーティストを送り出したことから、芸能養成学校としてはNSCと並び異例の知名度を誇る。
旧法人は1983年にマキノ正幸により設立され、2023年に息子・牧野彰宏と娘・牧野アンナによる新法人が設立された。事業継承ではなく、新法人設立当初は沖縄アクターズスクール（以下、アクターズ）の名を持つ株式会社が2つ存在していたが、2025年に旧法人の商号が「株式会社To The World」に変更され、アクターズの社名は新法人に一本化された。
この項目では、特に1990年代後半における状況を中心に、アクターズ自体の歴史と概要・卒業生に関して説明し、系列の横浜校・大阪校・りんくう校についても触れる。生徒であるダンスボーカルグループ「B.B.WAVES」、マキノ正幸が別途開校し最終的にアクターズと合流した「ドリームプラネット・インターナショナル・スクール」については、当該記事を参照すること。

## 略歴

### 開校初期
1972年に沖縄へ移住し、那覇市で「ジュエルパレス」というナイトクラブを経営していた、芸能一家「マキノ家」出身のマキノ正幸（以下、マキノ）が、俳優の川地民夫から聞いた「平尾昌晃が経営する芸能学校が儲かっている」という話に触発され、沖縄で初めての芸能学校として1983年4月に開校した。当初は、マキノの従兄である俳優の長門裕之が理事長として名を連ねていた。最初の入学生は85人。
当初は、俳優養成所の要素が強く、マキノが東京から呼び寄せた歌やダンスや演技の専門講師から習うシステムを取り、マキノ自身は経営に徹していたが、開校後まもなく演技コースの講師を務めていた人物が他の講師たちと共に独立してしまったため、マキノ自らが音楽理論や演技論の本を読み込み直接教えている時期もあった。その時期から、生徒同士、自分の歌やダンスを披露するようになり、次第に自主練習となり、お互いに批評し教え合うようになり、後述するアクターズ・メソッドのベースとなった。
初期には、ぬいぐるみショーを上演したこともあった。
1988年5月から1年間に渡り、琉球放送で出演者全員が生徒というローカル番組「オキナワクラブハートキャッチTV」が放映された。協力プロダクションはポニーキャニオン。『夕やけニャンニャン』終了直後の秋元康が監修としてクレジットされている。
1989年8月1日に放送されたローカルテレビ番組『HOTNIGHTおきなわ愛ランド』夏休みちびっこカラオケ大会（琉球放送）に、小学6年生当時の安室奈美恵や、現MAXのMina、新垣寿子、スクール入学前の今井絵理子が出場し、安室が優勝した。生徒たちが出場することは、校長のマキノには内緒であった。
1995年までの定期公演では、ミュージカルを上演していた。定番は「ピーターパン」で、特に1992年5月の上演では、主演のピーターパンを安室奈美恵が務め、ウエンディを知念里奈が演じ、後にMAX・SPEEDとなるメンバーも出演した。後に今井絵理子も、ピーターパン役を務めている。

### 隆盛期
1994年、マキノは娘でありSUPER MONKEY'Sの元メンバーであった牧野アンナ（以下、アンナ）にレッスンの現場を一任するようになる。
1995年、安室奈美恵 with SUPER MONKEY'Sの「TRY ME 〜私を信じて〜」が大ヒット。これによりアクターズの名が全国に広まり、入学の問い合わせが全国から殺到した。
1996年、沖縄テレビ放送でレギュラー番組『BOOM BOOM』がスタート。同時期にオーディションバラエティー『ASAYAN』が放送されていたこともあり、その人気にも影響を受け、デビュー予備軍であるB.B.WAVESが地元沖縄を中心にファンを増やし、生徒をモデルにした漫画作品も出版されるなど、その知名度は全国に轟いた。また、番組内で映し出されるアンナの指導ぶりにも注目が集まり、アンナは“カリスマインストラクター”としてスポットライトを浴びるようになった。
1997年には、後に黒木メイサとして活躍する少女がスクールのオーディションでグランプリを獲得している。
安室奈美恵のブレイク以降、アクターズは1998年にかけてライジングプロダクションとの関係を強めた。マキノはライジングプロダクションの社長・平哲夫にプロモーションの全権を一任し、「マキノが育て平が売り出す」というビジネスモデルを構築、J-POPシーンで現在も活躍するアーティストや実力派の俳優を数多く誕生させた。しかし「ひとつの芸能プロに限定すると、どうしても、そのプロダクションの趣味、指向、理念に合った子しかデビューできなくなる」との考えから、1998年よりアミューズと協力関係となる。
1998年8月、日本武道館での単独コンサートを開催。約8,000人が客席を埋め尽くした。

### 衰退期
1997年頃からマキノは、仕事のフィールドを「芸能」から「教育」に広げ始める。当時26歳の白井智子を校長に迎え、インターナショナル・スクールの創立を計画。私立のフリースクールとして、1999年4月24日にドリームプラネット・インターナショナル・スクール（以下、ドリームプラネット）を開校させた。
日本武道館での単独コンサート以降、アクターズと“芸能界”の間には次第に距離が出来はじめ、デビューへの道が閉ざされた生徒たちは徐々に辞めていき、一時期は全国に最大で1,000人近くいたアクターズの生徒数は、2002年に入ると二桁台に落ち込み、更に、マキノとアンナの間に軋轢が生じる出来事もあり、この年のうちにアンナはスクールから退職、ダウン症児者のためのダンススクール「LOVE JUNX」を立ち上げた。
一方、2004年頃から、アクターズはドリームプラネットと合同で授業やレッスンを行うようになり、2005年4月、ドリームプラネットの校長に就任した村井優紀がアクターズのプロジェクトにも参画するようになる。
2006年3月に、村井が脚本・演出を手掛けアクターズのスクール生が出演するミュージカル「S.T.A.R.」を上演、また、同10月から、それを下敷きにしたテレビ番組をスタートさせた。詳しくはドリームプラネット・インターナショナル・スクールの記事を参照すること。
2008年10月には、沖縄県に本店を置くキャタリスト証券を主幹事として日本証券業協会グリーンシートエマージング銘柄に登録されるも、2009年11月には指定が取り消されている。
また、2009年には、大阪の芸能プロダクション「創叡」がアクターズと業務提携し、創叡側のWEBサイトでアクターズ生が沖縄所属タレントとして掲載される一方、創叡が経営していたSTSダンススタジオとアクターズ大阪校が合併し、STS沖縄アクターズスクール（後にBBアクターズスクールと改称）を開校、独自にタレント育成を行った。2010年10月に提携を解消。
2012年頃までに村井が退職。この時のことをマキノは自著の中で「一時は私のもとで働き、そしていろいろな経緯があったにせよ、私が辞めさせ、全員が私の元から去っていった」と回顧している。
2013年の春に、スクールのレッスンを見学に来ていた三浦桔梗と出会いレッスンを開始。2016年、残っていた生徒3人と組み合わせ「Precious J」を結成させた。Precious Jは、北谷町美浜での無料ライブ実施や単独ライブの開催、修学旅行生を対象にしたライブなど地元密着の活動を展開していたが、2018年12月3日での修学旅行ライブを最後に活動が休止状態となり、公式インスタグラムも2019年5月28日を最後に投稿を停止した。
2019年3月、マキノが著書「沖縄と歌姫」を出版したことを契機に、マキノと平哲夫が20年ぶりにタッグを再び組むことが明らかとなり、同年9月15日から「次世代スター発掘・ワールドプロジェクト」が開始され、11月30日、第1回・5人の合格者が選ばれた。なお、この時グランプリに選ばれた城間莉央にはライジングプロダクションからのメジャーデビューがアナウンスされていたが、2020年からのコロナ禍でレッスンができない時期が続いたため、2021年春にau沖縄セルラーのCMに出演した後、プロジェクト第2回以降に入学した結南・らむと共に、後述する「大復活祭」へのオープニングアクト出演を経て、B.B.WAVES jr.へ合流している。
“現役生”3人がB.B.WAVES jr.に合流したことで、「マキノ正幸による沖縄アクターズスクール」の歴史にピリオドが打たれ、その看板は正式に息子・彰宏と娘・アンナに受け継がれることになった。

### 再始動
2018年11月11日、LOVE JUNXを運営しながら振付師として活動していたアンナの呼びかけにより、開校当時の1期生から大阪校・横浜校までのスクール生や当時のスタッフなどが集まった関係者限定のパーティー「沖縄アクターズスクール35周年大同窓会」を那覇市で開催し、320人が参加した。
2021年2月に、絶縁状態だったマキノとアンナが再会、関係修復したことを契機に、アンナが「卒業生が総出演するコンサート」を思い立ち、企画へ動き出す。ライジングプロの代表・平哲夫の承諾を得、主な卒業アーティストが出演する「大復活祭」の開催が実現した。
2022年10月に行われた「大復活祭」の本番後、三浦大知がアンナに対し「アクターズスクールを継承してほしい」と要請、その後、次々と卒業アーティストたちがサポートを申し出たことから、アンナが再始動を決意する。
2023年1月、新法人を設立。2023年1月23日〜3月12日に「NEW B.B.WAVESオーディション」の申込を受付、4月8日・9日に審査を実施。その合格者46名に、2022年までマキノから直接指導を受けていた最後の生徒3名が合流した49名がB.B.WAVES jr.として入学、B.B.WAVESとしてのデビューに向けてレッスンを重ねている。
2023年7月に沖縄テレビ放送にてレギュラー番組『アクターズTune!』が開始、隆盛期同様、地上波テレビを通じレッスンの模様を毎週放送しているが、メディアを取り巻く時代の変化を取り入れ、Instagram・TikTok・YouTubeといったSNSを活用し、それぞれの特性に合わせた情報発信を積極的に行っている。
2023年11月19日に、沖縄市民会館にて開催したB.B.WAVES jr. 1st Concert「THE START」を皮切りに、2024年5月5日に沖縄コンベンションセンター劇場棟にてB.B.WAVES&jr. 2nd CONCERT「THE BLAST」を開催するなど、再始動から1年で立て続けに大きな自主コンサートを2回開催する。
2024年4月5日・5月5日、B.B.WAVES jr.の中からB.B.WAVESへの昇格メンバー誕生が発表された。
2024年1月9日に「第2回B.B.WAVESオーディション」開催を発表。2月11日〜3月7日に申込を受付、応募総数206人により3月31日に審査を実施。合格した11名がB.B.WAVES jr.2期生としてメンバー入りを果たした。
2025年7月、再始動後初となるメジャーアーティストとしてNeilがデビューを果たすことが、5月5日開催のB.B.WAVES&jr. 2nd CONCERT「THE BLAST」にて発表された。
新生B.B.WAVES jr.のお披露目から約1年1か月が経った2024年6月28日、マキノが83歳で死去したことが同年7月1日に公表された。マキノの死去から1年が経過した2025年7月、旧法人の商号が「株式会社To The World」に変更された。
2025年3月16日、「沖縄アクターズスクール完全復活祭」を開催。アクターズとしては27年ぶりに日本武道館でのコンサートを実現、卒業生アーティスト含む総勢80名がパフォーマンスを披露、約5,000人の来場者が集まった。また同日、新生B.B.WAVESがメジャーデビューを果たした(これに伴い、在籍生徒全員がB.B.WAVES jr.からB.B.WAVESへ昇格したことが後日発表されている)。
2025年7月12日に「第3回B.B.WAVESオーディション」開催を発表。7月27日〜8月17日に申込を受付予定。
2025年10月13日、卒業生グループであるMAXと現役生であるB.B.WAVESのコラボレーションによるコンサートが沖縄で開催予定。MAXが地元沖縄で単独コンサートを開催するのは、27年ぶりとなる。

## 概要（2023年 - ）

### 入学・学費
- 「NEW B.B.WAVESオーディション」の合格者のみが入学し、新規入学者は受け付けていない。入学者からの学費を廃止し、レッスンにかかる費用は、スクールの再始動に賛同しパートナーシップを結んだ複数の企業（スポンサー）が提供している[93]。
- 2024年よりクラウド型応援金サービスを活用し、所謂“個人スポンサー”となる「パートナーシップメンバー」の受付を開始した。クラウドファンディング同様、投資額に応じた特典が用意されている[94]。

### 育成方針
- 若い頃からジャズクラブを経営していた[95]マキノが長年にかけて編み出した「マキノ式ビート感」「マキノ・フィーリング」[96]の理論[97]を下敷きに、後述の“アクターズ・メソッド”が構築され、現在に至るまでスクールの根幹理念として受け継がれている。
- 所謂「カリキュラム」が存在しない。チーフインストラクターのアンナを中心に、スクール出身のスタッフと何人かの実力のある生徒が、インストラクターやサブインストラクターとして「生徒同士が教え合う」というユニークなシステムを採用してきた[98][99]。
- 2023年の再始動直後からは、アンナとB.B.WAVES出身の高良舞子・喜瀬健の3人がインストラクターとして指導を担ってきたが、1stコンサート終了後にメンバーの中からインストラクターを選抜、「生徒が生徒を教えていく」スタイルが再興された[100]。また、インストラクターとは別に、リーダー・サブリーダーが置かれている[101]。

### アクターズ・メソッド[102]
①心を解放する
②心の底から好きになる
③大きな目標を持つ
④常に全力投球する
⑤歌詞を徹底的に理解する
⑥大地のエネルギーを吸収してビートを刻む
⑦教えて学ぶ
⑧ほめる

### 学科
- 中学生以上の「Aクラス」と小学生の「Bクラス」に分かれてレッスンを行っていたが、後にそれぞれ「B.B.WAVES jr.」「BABY WAVES jr.」に呼称が改められた。この中から「マインド、スキル含めてプロとして活動する用意が出来たと判断されたメンバー」が、B.B.WAVES/BABY WAVESのメンバーへの昇格を認められていた[103]。
- 2025年3月16日、B.B.WAVESがメジャーデビューを果たした[104][105]ことに伴い、在籍生徒全員がB.B.WAVES jr.からB.B.WAVESへ昇格したことが発表された[106]。

### 育成メンバー
- 2023年4月8日・9日に審査が実施された「NEW B.B.WAVESオーディション」参加者の中から、B.B.WAVES jr.には選ばれなかったが“2日間の審査だけでは素質が判断できない”とされたメンバーが、月に一度特別にレッスンを受け、2023年11月19日のB.B.WAVES jr. 1st Concert「THE START」にて1曲だけパフォーマンスを披露した。

### THE DREAM STAGE
- 2022年10月2日に開催されたやっぱりステーキpresents 沖縄アクターズスクール大復活祭 本土復帰50周年記念（大復活祭）で実施された「アクターズ・メソッド」の体験企画。2日間に渡るレッスンを経て選抜されたメンバーが、大復活祭のオープニングアクトに出演した。
- 2024年5月5日に開催される「B.B.WAVES&jr. 2nd CONCERT THE BLAST」においても、同企画を実施。今回は年齢の上限がなく、親子での参加も可能。2日間に渡るレッスンを経て選抜されたメンバーが「THE BLAST」昼公演のオープニングアクトに出演した[107]。

## 概要（ - 2022年）

### 入学・学費
- 「原則として8歳以上20歳未満」「心身ともに健康」「入学から1年間継続する意思がある」という最低条件を満たしていれば、入学金と授業料を支払うことで誰でも入学できた[108]。“8歳以上”としていたのは「子どもが“スターになりたい”“ステージで踊るような人になりたい”という意思をもって自ら通うようになるのは、8歳以上ではないか」というマキノの考えによる[109]。
- 一方で、才能を発掘するためのオーディションも開催されており、その際の審査は基本マキノが一人で合否を判断していた[110]。オーディションによって選ばれた生徒は、学費が免除されることもあった。

### 学科
- 「本科」「準専科」「専科」が設置されていた[111][112]。
  - 専科・準専科 - プロになれる才能があるとマキノから認められた中学生以上のクラス。
  - 本科 - 専科と準専科への進学を目指す“予備軍”で、生徒のほとんどは本科に入学する。年齢別にA〜Eの5クラスが、週2回、歌1時間とダンス1時間半のレッスンを受ける。
  - 本科・専科・準専科の中から、才能を認められた生徒たちが選抜されたグループがB.B.WAVESとBaby Wavesで、テレビ番組への出演やコンサートの開催などプロ同様の活動を行いながら、メジャーデビューへの準備を行っていた。
- メジャーデビューとは縁がなくなっていた2013年頃には「キッズ」「ジュニアセカンド」「ジュニアファースト」「ベーシック」「ミドル」「フューチャー」「JR DANCE TEAM & DANCE TEAM」というクラスのほか、修学旅行生向けの「JTB×Actors」という特別クラスもあった[113]。

### 定期公演[114][115]
- スクール生全員が出演する3か月に一度の発表会。後半はB.B.WAVESのコンサートが開かれた。

### 全国オーディション
- 1998年、アミューズと共同で開催[116]。東京・大阪・名古屋・福岡・札幌の5大都市にて開かれ、最終審査結果は8月に日本武道館でのコンサートと併せて行われた。

### 系列校
- 大阪府知事だった横山ノックからの要請で[117]2000年2月、沖縄アクターズスクール関西「MAKINO WORLD POPS」大阪校（大阪市）とりんくう校（泉佐野市）を同時開校した。りんくうタウン自体の企業誘致難航などの事情から、りんくう校を2001年1月に閉鎖し、大阪校に合併した[118]。
- 2001年には、横浜市指定有形文化財に指定される直前の「氷川丸」内に沖縄アクターズスクール横浜校を開校[119]。「芸能界を目指していなくても、アクターズスクールのレッスンが受けられます」とハードルを下げ、気軽に参加できるチケット制の一般向け授業「ハイパークラス」[120]などを展開していた。
- 1995年以降、沖縄アクターズスクール全国的ブレイクに伴い、各地に「アクターズスクール」「アクターズ」を冠した芸能養成学校が次々と開校したが、それらはほとんど沖縄アクターズスクールとの資本関係やマキノ家との繋がりは無い[注釈 8]。

## 沿革
（この節の主な出典：）
- 1983年4月 - マキノ正幸により、那覇市泊に開校。
- 1984年1月 - 第1回定期公演開催。
- 1987年1月21日 - アンナが「ドラゴンクエストⅡ」のタイアップ曲「Love Song 探して」でメジャーデビュー[122]。
- 1988年 - 安室奈美恵が特待生として入学[123][124][125]。
- 1988年5月 - 琉球放送にて「オキナワクラブハートキャッチTV」放映開始[126]。
- 1992年5月 - 玉泉洞自然公園（現在のおきなわワールド）で、ミュージカル「ピーターパン（主演:安室奈美恵）」を上演。
- 1994年 - 那覇市泉崎に校舎を移転[19]。
- 1995年1月 - 安室奈美恵withスーパーモンキーズ「TRY ME 〜私を信じて〜」ヒットにより、アクターズが全国的知名度を獲得。
- 1995年秋 - 第1回安室奈美恵オーディション開催[127]。
- 1996年1月 - B.B.WAVES結成、パレット市民劇場にて初コンサート。
- 1996年4月 - アンナ、チーフインストラクターに就任。
- 1996年6月 - 沖縄テレビ放送『BOOM BOOM』放映開始。
- 1997年5月 - 那覇市牧志のファッションビル「MAXY[注釈 9]」に移転。
- 1997年11月2日[128] - 宜野湾市海浜公園屋外劇場にて、B.B.WAVESコンサート「テイクオフ」開催。
- 1998年5月 - B.B.WAVES、シングル3枚同時リリースでメジャーデビュー。
- 1998年7月 - 東京・大阪・名古屋・福岡・札幌の5大都市にて「沖縄アクターズスクール全国オーディション」スタート。
- 1998年8月17日[129] - 日本武道館での単独コンサートを開催。
- 2000年2月 - 沖縄アクターズスクール関西「MAKINO WORLD POPS」大阪校（梅田市）とりんくう校（(泉佐野市）を同時開校
- 2001年1月 - 「MAKINO WORLD POPS」りんくう校を閉鎖。同年、沖縄アクターズスクール横浜校を開校。
- 2002年 - マキノ正幸が代表取締役会長に就任[130]。
- 2002年 - 宜野湾市にある、専門学校が入居した建物を自社ビルとして購入[131]。
- 2002年4月 - アンナがチーフインストラクターを解任され[132]、横浜校に異動となり[133]、その後退職。
- 2004年 - アクターズとドリームプラネットによる合同レッスンを開始[36]。
- 2006年 - 琉球朝日放送で、ドリームプラネットとの共同制作によるレギュラーテレビ番組を放映開始。
- 2008年10月8日 - 沖縄県に本店を置くキャタリスト証券を主幹事として日本証券業協会グリーンシートエマージング銘柄に登録[39][40]。
- 2009年1月25日 - ミュージカル「DREAMWAY」上演[134]。
- 2009年7月 - 「MAKINO WORLD POPS」大阪校 閉校[135]。
- 2009年9月 - 大阪市のSTSダンススタジオと「MAKINO WORLD POPS」大阪校が合併[43]。経営する創叡と業務提携を結ぶ。
- 2009年11月30日 - グリーンシート銘柄指定の取消が発表[41]。市場での最終売買日は2009年12月30日。
- 2009年10月 - 創叡との業務提携を解消。
- 2012年ごろ - 村井優紀が退職。
- 2014年 - 自社ビルを売却、マキノ正幸の個人事業となる。
- 2016年 - 「Precious J」結成。
- 2018年7月29日 - 沖縄市のミュージックタウン音市場にて「Precious J|」の単独ライブを開催。500人規模の会場を満席にする[136]。
- 2018年11月11日 - 関係者限定で「沖縄アクターズスクール35周年大同窓会[60]」開催。
- 2019年9月15日 - ライジングプロダクションと20年ぶりに共同で「次世代スター発掘・ワールドプロジェクト」を開始。
- 2021年10月1日 - 公式Instagramアカウントを開設。「大復活祭」に向けての情報発信を開始する。
- 2022年10月2日 - 「大復活祭」開催。
- 2022年10月31日 - 公式Instagramにて、アンナをプロジェクトリーダーとするスクールの「再始動」を発表[137]。
- 2023年2月9日 - 公式tiktokアカウントを開設。
- 2023年2月20日 - 公式WEBサイトをオープン。
- 2023年4月8日・9日 - 「NEW B.B.WAVESオーディション」を実施、46人が合格。
- 2023年5月6日 - 新生沖縄アクターズスクール 開校。彰宏が代表取締役CEO、アンナが取締役COOプロデューサーに就任[138][139]。レッスンルームは、那覇市久茂地のパレットくもじ9階に新設される[140]。
- 2023年6月4日 - 那覇文化芸術劇場なはーと中ホールにて、「沖縄アクターズスクール開校記者会見・B.B.WAVES jr.お披露目会」を開催[141]。
- 2023年6月7日 - 公式YouTubeチャンネル開設。
- 2023年7月1日 - 沖縄テレビ放送にて『アクターズTune!』放映開始。
- 2023年8月5日 - 那覇市久茂地のパレットくもじ前交通広場で「沖縄アクターズスクール サマーフェスティバル@UFURUFU[142]」の開催を予定していたが、台風6号接近の影響で中止となった[143]。
- 2023年11月19日 - 沖縄市民会館にて、B.B.WAVES jr. 1st Concert「THE START」開催[144][71][72]。
- 2024年3月31日 - 「第2回B.B.WAVESオーディション」を開催、2期生11名がメンバー入り[77][78][80]。
- 2024年5月5日 - 沖縄コンベンションセンター劇場棟にて、B.B.WAVES&jr. 2nd CONCERT「THE BLAST」開催[73][145]。
- 2024年6月28日 - 創設者のマキノ正幸が83歳で死去[146][147][148]。
- 2025年3月16日 - 日本武道館にて「沖縄アクターズスクール完全復活祭」開催[85][86][149]。同日、新生B.B.WAVESがメジャーデビューし[150][151]、在籍生徒全員がB.B.WAVESへ昇格[152]。
- 2025年7月12日 - 「第3回B.B.WAVESオーディション」開催を発表[91]。
- 2025年7月15日 - マキノが創業した旧沖縄アクターズスクールの商号が「株式会社To The World」に変更。
- 2025年10月13日 - 「MAX 30th LIVE CONTACT 2025 Ways To Go ～Come on B.B.WAVES～」開催予定[153]。

## 所属アーティスト
- B.B.WAVES - 2023年に設立した新会社では、芸能プロダクション事業として生徒のマネージメントもアクターズ自身が行う。2025年3月16日、Beat Town Records[注釈 10]からファーストデジタルシングル「Funkify You」でメジャーデビュー[155]。
- Neil - 2024年8月7日、ワーナーミュージック・ジャパンからファーストデジタルシングル「Someday」でメジャーデビュー[156]。引き続きB.B.WAVESのメンバーとしても活動していく。
- B.ROX[157] - B.B.WAVESメンバー最高峰のユニット。Hikaru・Rian・Rune。
- DIG IT! DIG IT!ONE[158] - BABY BANDから改名した平均年齢12歳のロックバンド。SNSフォロワー1万人達成でデビューを目指す。

## スタッフ（2023年 - ）
（この節の出典：）
- 牧野彰宏 （代表取締役CEO）
- 牧野アンナ（取締役COO兼プロデューサー）
- 喜瀬健（取締役オペレーションマネージャー兼パフォーマンスディレクター）
- 松川直也（取締役エグゼクティブオフィサー）
- 高良舞子（パフォーマンスディレクター）
- 小島淳（ゼネラルマネージャー）
- 中本理子（マネージャー）
- 平安座朝弥（社外取締役ファイナンス兼マーケティングオフィサー）

## テレビ番組
- オキナワクラブハートキャッチTV（1988年5月 - 1989年3月[13]、琉球放送）
- BOOM BOOM（1996年5月4日 - 2001年9月29日、沖縄テレビ放送）
- YAH+YAH+YAH（2006年10月6日[162] - 2007年3月23日[163]、琉球朝日放送）[注釈 11]
- Live City（2007年4月6日[164] - 2008年1月25日[165]、琉球朝日放送）[注釈 11]
- Live City Season2（2008年4月5日[166] - 2009年3月7日[167]、琉球朝日放送）[注釈 11]
- ACTORS BACKSTAGE（2009年3月14日[168] - 2010年8月14日[169]、琉球朝日放送）[注釈 11]
- アクターズTune![170]（2023年7月1日 - 2024年6月29日、沖縄テレビ放送）
- ACTORS SPIRITS〜世代を超えて叶えたい夢〜[171]（2025年1月18日・2月8日・3月1日・4月22日、沖縄テレビ放送）

## 主な出身者
（この節の主な出典：）
注:ソロデビューや業種転身など一部重複して掲載する。

### メジャーデビューアーティスト
- 中沢初絵[173][174] - 1986年5月21日、『Sweet Summer Lady -年下サーファー・ボーイ-』（RVC/RCAレコード）でデビュー[175]。現在は、地元沖縄を拠点に「ママドル[176]」の愛称でタレント活動の傍ら、広告代理店ポケットを経営している。
- 牧野アンナ[177] - 1987年1月21日、『Love Song 探して』（Apollon）でデビュー。現・取締役COO兼エグゼクティブプロデューサー。ダウン症のある人のエンターテイメントスクール「LOVE JUNX」代表。2025年3月16日の「完全復活祭」では「Love Song探して」を38年ぶりに披露。
- GWINKO[174] - 第1期生。1987年9月2日、『STAR SHIP-I'm going high-』（CBSソニー）でデビュー。現在は美良樹吟呼として、喜納昌吉とともに「KINA&GWINKO WORLDCHAMPLOO」で活動中。
- 仲地さより[174] - 「アイドル夢工場」のメンバーとして1987年7月1日、『アドベンチャー・ドリーム』（キャニオン・レコード）でデビュー。第6回（1987年）ミスマガジングランプリ。
- 仲村知夏[178][179] - 1988年3月21日、『好きさ!』（キングレコード）でデビュー。
- 里中茶美[179] - 1989年4月21日、『ティーンエイジ・セレナーデ』（ポニーキャニオン）でデビュー。ISSA (DA PUMP) の姉。
- BANANA（秋山みどり・真知ひさの・堀川めぐみ）[180] -  1989年8月1日、『ツーショットの夏 〜サーフィンUSO〜』 (COLUMBIA) でデビュー。日本バナナ輸入組合と秋元康による原宿バナナ園で活躍したバナナ輸入推進アイドルユニット[181]として結成。
- 奥永知子[180] - 1989年9月21日、アルバム『MY INNOCENCE』（ポニーキャニオン）でデビュー。
- 早坂好恵[180] - 1990年10月24日、『絶対!Part2』（ポニーキャニオン）でデビュー。現在は、大阪のタレントプロダクション「パートナーズ・プロ」に所属[182]。プロレスラーで政治家のスペル・デルフィン夫人。
- SUPER MONKEY'S（安室奈美恵・澤岻奈々子・アンナ・天久美奈子・新垣寿子） - 1992年9月16日、『恋のキュート・ビート/ミスターU.S.A.』（東芝EMI）でデビュー。1993年5月26日、『ダンシング・ジャンク』（東芝EMI）でSUPER MONKEY'S4に改名。1994年7月20日、『PARADISE TRAIN』（東芝EMI）で安室奈美恵 with SUPER MONKEY'Sに改名。2022年10月2日の「大復活祭」と2025年3月16日の「完全復活祭」では、安室を除く新旧メンバー6名が揃いOGアーティストとして出演。
- 安室奈美恵 - 1995年4月26日、『太陽のSEASON』（東芝EMI）でソロデビュー。2018年9月16日をもって芸能界を引退。
- MAX（NANA・MINA・LINA・REINA） - 1995年5月10日、『恋するヴェルファーレダンス 〜Saturday Night〜』 (avex trax) でグループデビュー。2022年10月2日の「大復活祭」にOGアーティストとして出演。
- SPEED（新垣仁絵・上原多香子・今井絵理子・島袋寛子） - 1996年8月5日、『Body & Soul』（トイズファクトリー）でデビュー。2008年11月12日、『あしたの空』 (SONIC GROOVE) で再結成デビュー。2013年4月以降、実質的活動は行われていないが、2015年に今井と島袋がユニット「ERIHIRO」として活動。2022年10月2日の「大復活祭」において、島袋のステージに今井と上原がゲスト出演する形で3人が揃い、約11年ぶりにステージでのパフォーマンスを披露した。
- D&D（OLIVIA・Aya・Chikano） - 1996年8月21日、『IN YOUR EYES』 (avex trax) でデビュー。1998年9月30日、『Kiss in the Sun』 (avex trax) からAya&Chika from D&Dに名義変更。1999年に活動休止。2022年10月2日の「大復活祭」では、第一部のB.B.WAVES LIVEにゲスト登場する形で、OLIVIAとChikanoがパフォーマンスを披露した。2025年3月16日の「完全復活祭」でもOLIVIAとCHIKANOがOGアーティストとして出演。
- 中西礼奈 - 1996年9月21日、『RAINY DIAMOND』（Sony Music Artists）でデビュー。その後、拠点を地元沖縄に移しインディーズでシングル『花と風』『Candy』[183]をリリース。
- 知念里奈 - 1996年10月21日、『DO-DO FOR ME』（ソニー・ミュージックレコーズ）でデビュー。現在はミュージカルを中心に活躍。俳優・井上芳雄夫人。2022年10月2日の「大復活祭」にOGアーティストとして出演。2025年3月16日の「完全復活祭」では、新生B.B.WAVESのメンバーとミュージカルナンバー「This is Me」を歌い上げた。
- 唐真久乃[184] - BANANAの元メンバー・真知ひさの。1996年11月21日、『LOVE & BLUE』（ビクターエンタテインメント）でソロデビュー。1998年頃から拠点を地元沖縄に移しシンガー・タレントとして活動。2000年〜2005年にはラテンユニット「Rudies[185]」のメンバーとしても活動。現在は、ホテルラウンジでのライブや琉球チムドン楽団の一員としても活動中[186]。
- DA PUMP（ISSA・SHINOBU・YUKINARI・KEN） - 1997年6月11日、『Feelin' Good -It's PARADISE-』 (avex tune) でデビュー。デビュー前のグループ名は「Billy The Kids[187]」。2022年10月2日の「大復活祭」にOBアーティストとして出演、SHINOBU・YUKINARIは第一部のB.B.WAVES LIVEにゲスト出演。2025年3月16日の「完全復活祭」にもOBアーティストとして出演、SHINOBU・YUKINARIと現メンバーのコラボレーションを披露し会場を沸かせた。
- Folder（DAICHI・AKINA・ARISA・HIKARI・NATSU・MOE・JOE） - 1997年8月1日、『パラシューター』 (avex tune) でデビュー。1993年5月26日、『SUPERGIRL』 (avex tune) からFolder5（ARISA・HIKARI・AKINA・NATSU・MOE）として活動。2003年6月に事実上解散。
- y'z factory（山田優・屋宜由佳・伊敷優香） - 1999年10月6日、『Brand-New Start』（日本コロムビア）でデビュー。2002年1月31日に解散。
- 玉城千春 - 「Kiroro」のメンバーとして1998年1月21日、『長い間』（JVCケンウッド・ビクターエンタテインメント）でデビュー。中学生の頃、アクターズに通っており、Kiroroはアクターズ退学後に結成。2022年10月2日の「大復活祭」ではOGアーティストとして出演した。
- 島袋寛子 - SPEED活動末期の1999年8月18日、『AS TIME GOES BY』（トイズファクトリー）でソロデビュー。2022年10月2日の「大復活祭」と2025年3月16日の「完全復活祭」にOGアーティストとして出演。
- BREEZE（幸地優美・比嘉なつき） - 2000年8月31日、『GET DOWN TO AFFECTION[188]』（日本コロムビア）でデビュー。
- 田野アサミ・川田由起奈・上原香代子 - 1998年の全国オーディション・グランプリ受賞者。2002年7月3日、「BOYSTYLE[注釈 12]」のメンバー[注釈 13]として『Boys be Stylish!』（インペリアルレコード）でデビュー。2007年7月末、グループ解散。
- 菅崎茜 - 2002年7月31日、『beginning dream』 (GIZA studio) でデビュー。1998年の全国オーディション・グランプリ受賞者。大阪校出身。
- misono - 「day after tomorrow」のメンバーとして2002年8月22日、『faraway』 (avex trax) でデビュー。2005年8月17日に活動休止後、2006年3月29日、『VS』 (avex trax) でソロデビュー。1998年の全国オーディションで特別賞を受賞し沖縄に移住、ドリームプラネットに通学しながら沖縄本校でレッスンを受けた[189]。2025年に行われた完全復活祭ではB.B.MASTERの一員として日本武道館のステージに立った[190][191]。
- AKINA - Folder5が事実上の活動休止状態となった後の2002年11月7日、『Touch me』 (avex trax) でソロデビュー。2003年からは女優、2023年からはサックス奏者としても活動している[192]。2025年に行われた「完全復活祭」では新生B.B.WAVESのメンバーとコラボする形で日本武道館のステージに立ち「Believe」を披露した[193][194]。
- 三浦大知 - Folder卒業後、変声期に伴うボイストレーニング等を経て2005年3月30日、『Keep It Goin' On』 (SONIC GROOVE) でソロデビュー。2022年10月2日の「大復活祭」にOBアーティストとして出演。アクターズ再始動のきっかけを作った。
- LiSA - 2011年11月23日、『oath sign』（アニプレックス）でデビュー。2019年7月3日の15thシングル『紅蓮華』（SACRA MUSIC）がミリオンヒット。小学5年生の時にアクターズスクールのオーディションに合格、中学2年までレッスンを受ける[195]。
- 輝叶(kikio) - Precial Jのメンバーだった三浦桔梗が、平哲夫プロデュースの下[196]レッスンを重ね、2024年7月3日にデジタルシングル「ICY」でデビューを果たした。同6月14日にはSNSにてデビューが告知されていたが[197]、恩師であるマキノの死去が7月1日に発表されたため、訃報直後のタイミングでのデビューとなった。2025年3月16日の「完全復活祭」ではOGアーティストとして出演。奇しくもデビュー同期となったNeilとの競演が実現した。
- Neil[198] - 2024年5月5日に開催されたB.B.WAVES&jr. 2nd CONCERT『THE BLAST』にてメジャーデビューを発表。ワーナーミュージック・ジャパンから、8月7日にファーストシングル「Someday」が配信リリース[199]。新生沖縄アクターズスクールからのメジャーデビュー第1号アーティスト[200]となる。

### アーティスト・シンガー・ダンサー
- 千田愛紗[201] - B.B.WAVESのフロントメンバーとして活躍した後、2000年から台湾に拠点を移し、同年10月、日本人ガールズユニット「Sunday Girls」のメンバーとしてデビュー。音楽活動を中心に、シンガー・俳優・バラエティー番組の司会など、台湾の人気タレントとして現在も活躍中。自身のYouTubeチャンネル[202]では、帰郷した際に撮影した動画で沖縄情報を台湾向けに発信しているほか、“日本風”ハンバーグや餃子の冷凍食品をプロデュースしネットショップで販売[203]するなど、日台の文化交流にも携わっている。
- 喜瀬健[204] - B.B.WAVESのボーイズフロントメンバーとして活躍。2001年2月26日、テレビドラマ『トトの世界〜最後の野生児〜』（NHK-BS2）のトト 役で俳優デビュー。2007年、台湾に渡り、ダンス・ユニット「dance flow」を結成。2012年、ユニット名を「Asian 4 Front」に改名し活動。2014年頃からAKB48グループのアジアにおけるプロジェクトメンバーに加わり、イベントMC・振り付け指導・フェスティバル総合演出などを務める。2022年10月2日の「大復活祭」と2025年3月16日の「完全復活祭」では、B.B.MASTERとして出演。2023年3月の再始動に際し、パフォーマンスディレクターに就任。
- Precial J（三浦桔梗・下門由希奈・伊佐ゆいか・城間鈴花）[205] - 2016年に結成した、マキノ正幸自らが最後に手掛けたアーティスト。「JTB×ACTORS教育Project」と称した修学旅行生対象のショーケースをはじめ、2017年からはストリートライブを展開[206]、2018年4月には那覇市のパレット市民劇場で初ライブ[207]を開催するなど、海外進出を視野に活動を続けてきたが、同年12月3日の修学旅行ライブを最後に、SNSでの活動報告が止まった。その後、メンバーの三浦桔梗は「輝叶(kikio)」として2024年7月3日にデビューを果たした。

### 俳優・ファッションモデル
- 沖直美[121][208] - 1981年10月5日、テレビドラマ『愛をひとつまみ』 (TBS) の主演・矢島百合子 役でデビュー。
- 満島ひかり - Folder時代の1997年12月13日、映画『モスラ2 海底の大決戦』（監督:三好邦夫/特撮監督:川北紘一、東宝）の浦内汐里 役で俳優デビュー。2009年1月31日公開の映画『愛のむきだし』（監督:園子温、ファントム・フィルム）の尾沢洋子 役でモントリオール・ファンタジア国際映画祭 最優秀女優賞を受賞。現在はフリーランスで活動中。黒柳徹子との縁が深い。2025年1月～4月に放送された沖縄テレビの特別番組「ACTORS SPIRITS〜世代を超えて叶えたい夢〜[209]」ではナレーションを担当。また、同3月16日の「完全復活祭」には開演前アナウンスで参加した。
- 山田優 - 2000年、「CanCam」専属としてモデルデビュー。2001年1月18日、テレビドラマ『カバチタレ!』第2話（フジテレビ）の大沢一子 役で俳優デビュー。以降、映画・テレビ・ラジオ・などで多岐に渡り活躍。2021年からフリーランスのモデルとして活動中。俳優・小栗旬夫人。
- 安座間美優 - B.B.WAVES・Baby Wavesのフロントメンバーとして活躍した後、2002年、『ミス・セブンティーン』に選出されモデルデビュー。2003年10月4日、テレビドラマ『美少女戦士セーラームーン』 (TBS) の木野まこと / セーラージュピター 役で俳優デビュー。お天気キャスターやCSチャンネルのニュースキャスターとしても出演[210]するなど、幅広く活動している。2022年10月2日の「大復活祭」では、第一部のB.B.WAVES LIVEに出演。
- 黒木メイサ - 2004年2月、女性ファッション雑誌『JJ』でモデルデビューの傍ら、つかこうへい・演出『熱海殺人事件・平壌から来た女刑事』で主演初舞台。2023年5月から活動拠点を海外へ移す。2012年2月に元KAT-TUNの赤西仁と結婚するも、2023年12月に離婚[211]。
- 喜友名星 - B.B.WAVESのフロントメンバーとして活躍後、2004年「ティアラ」に改名、ファッションモデルとして活動。2006年7月22日公開の映画『ハチミツとクローバー』（監督:高田雅博、アスミック・エース）で俳優デビュー。2010年3月〜2012年10月に上映された映画盗撮防止キャンペーン啓発CM「NO MORE 映画泥棒」の第2バージョンに出演していた[212]。2025年3月16日の「完全復活祭」ではB.B.MASTERの一員として日本武道館のステージに立った[213][214]。

### タレント
- 魅川憲一郎[215] - 1999年から沖縄で活動するものまねタレント。本名は砂川健一で、アクターズ開校初期の主要メンバー[216]。1988年〜1989年に放送されたテレビ番組「オキナワクラブハートキャッチTV」ではMCを務めた[217]。テレビ・ラジオのレギュラー番組を持つ他、CMにも多数出演、全国ネットにも登場することがある。
- 田仲メリアン[218] - 1996年にアクターズ入学、B.B.WAVESの一員として活動。2008年から沖縄を拠点に活動を開始、ラジオ・テレビでレギュラー番組を担当するほか、ガレッジセール・ゴリが座長を務める「おきなわ新喜劇」に参加するなどコメディエンヌとしても活躍している[219]。
- 照屋由規[220] - 中学1年の時「第4回安室奈美恵オーディション」審査員特別賞に選ばれアクターズに入学。B.B.WAVESのメンバーとして活躍後、インストラクターとして後輩の指導にあたり、21歳ごろにはチーフインストラクターに就任、総務経理部長として経営にも携わるなど[221]、隆盛期〜衰退期のアクターズを支えた一人。2013年から地元沖縄での芸能活動をスタート。タレント・モデル・ダンサー・役者と多岐に渡り活動を続けている。2022年10月2日の「大復活祭」と2025年3月16日の「完全復活祭」では、B.B.MASTERとして出演。
- 仲程仁美[222] - B.B.WAVESのメンバーとして活動後、2002年、ミスセブンティーンに選出され、モデルデビュー。2003年から2009年までドラマ・映画・CMで活躍。結婚を機に芸能活動を休止し家族で帰郷、2018年から沖縄ローカルでモデル・タレントとして活動している[223]。2022年10月2日の「大復活祭」では、第一部のB.B.WAVES LIVEに出演。

### 政治家
- 今井絵理子 - 自由民主党所属の参議院議員（2期）。「ERIHIRO」として活動直後の2016年2月9日、自由民主党から第24回参議院議員通常選挙への擁立が発表[224]され、比例区で立候補[225]、7月10日に行われた投開票の結果、得票数319,359票で初当選した[226]。2019年9月13日、第4次安倍第2次改造内閣で内閣府大臣政務官に任命。2022年7月10日に投開票された第26回参議院議員通常選挙では、特定枠2人を含む比例代表計33人の候補者のうち、18議席中13番目の得票数（特定枠を含むと15番目）で再選した[227][228]。自民党のYouTube公式チャンネル[229]では、若者向けコンテンツ[230]のMCを務めた。

### 実業家
- 石川愛理[231] - B.B.WAVESのフロントメンバーとして活躍後、1999年4月9日、テレビドラマ『L×I×V×E』 (TBS) の石山朋美 役で俳優デビュー。2001年8月22日、Hipp'sのメンバーとして『Go!Go!Girl!』 (avex trax) でCDデビュー。2019年に自身のブランド「iAri」を立ち上げデザイナーに転身[232]。2022年10月2日の「大復活祭」と2025年3月16日の「完全復活祭」では、B.B.MASTERとして出演。
- 比嘉千春[233] - B.B.WAVESのメンバーとして活躍後、2002年3月13日、「CHIHARU」として『君を忘れない』（ワーナーミュージック・ジャパン）[234]でメジャーデビュー。2009年、「比花知春」に改名、活動拠点を福岡に移し、シンガーソングライター・タレントとして活動。2019年7月18日、芸能界を引退。2021年10月、福岡のオーダースーツ専門店副代表[235]に就任。2022年10月2日の「大復活祭」と2025年3月16日の「完全復活祭」では、B.B.MASTERとして出演。

### インフルエンサー
- 木下優樹菜[236] - 1998年の全国オーディションに合格。プラチナムプロダクションに所属し、ファッションモデル・タレントとして活躍していた。2020年、芸能界から引退しインフルエンサーとして活動開始。